# Warman
Warman é a nona maior cidade de Saskatchewan, no Canadá. Fica a aproximadamente 5 km ao norte da cidade de Saskatoon e a 5 km a nordeste da cidade de Martensville. Segundo o censo de 2016, Warman é o município que mais cresce no país, crescendo 55% entre 2011 e 2016.